# بویز هات اسپرینگز (کالیفرنیا)
بویز هات اسپرینگز (به انگلیسی: Boyes Hot Springs) یک منطقهٔ مسکونی در ایالات متحده آمریکا است که در کالیفرنیا واقع شده‌است. بویز هات اسپرینگز ۲٫۷۵ کیلومتر مربع مساحت و ۴٬۹۲۳ نفر جمعیت دارد و ۴۱ متر بالاتر از سطح دریا واقع شده‌است.